# Evolution (1925)

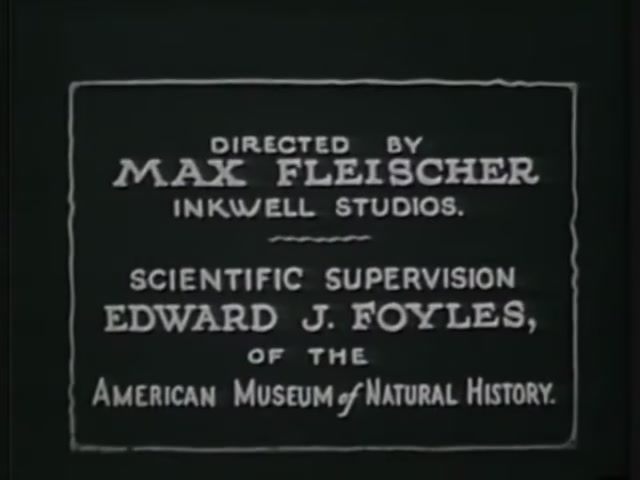
Evolution, Credits

Evolution oder Darwin’s Theory of Evolution ist ein US-amerikanischer Animationsfilm des Regisseurs Max Fleischer aus dem Jahr 1925. Er wurde in den Inkwell Studios produziert und entstand unter der wissenschaftlichen Aufsicht von Edward J. Foyles, einem Mitarbeiter des American Museum of Natural History. Mit dem Film sollte das Publikum über die Evolutionstheorie im Sinne der Erkenntnisse von Charles Darwin informiert werden.

## Handlung
In einem dreiminütigen Vorspann werden menschliche Errungenschaften präsentiert, meist solche aus dem Bereich der Technik wie Großstädte, Wasserkraftwerke, Eisenbahnen, Ozeandampfer, Flugzeuge und Rundfunk, aber auch die Landwirtschaft mit mehrspännigen Pflügen. Diese einleitenden Bilder wechseln sich mit erläuternden Texttafeln ab, die zuletzt die Fragestellung aufwerfen, ob der Mensch immer schon der Mensch war, oder ob er einst aus einem Tier hervorgegangen ist. In einer letzten Tafel wird der Anspruch des Films präsentiert: er soll die Geschichte vom Ursprung des Menschen darstellen, wie sie von Wissenschaftlern aus Einzelteilen aus der ganzen Welt zusammengefügt wurde.

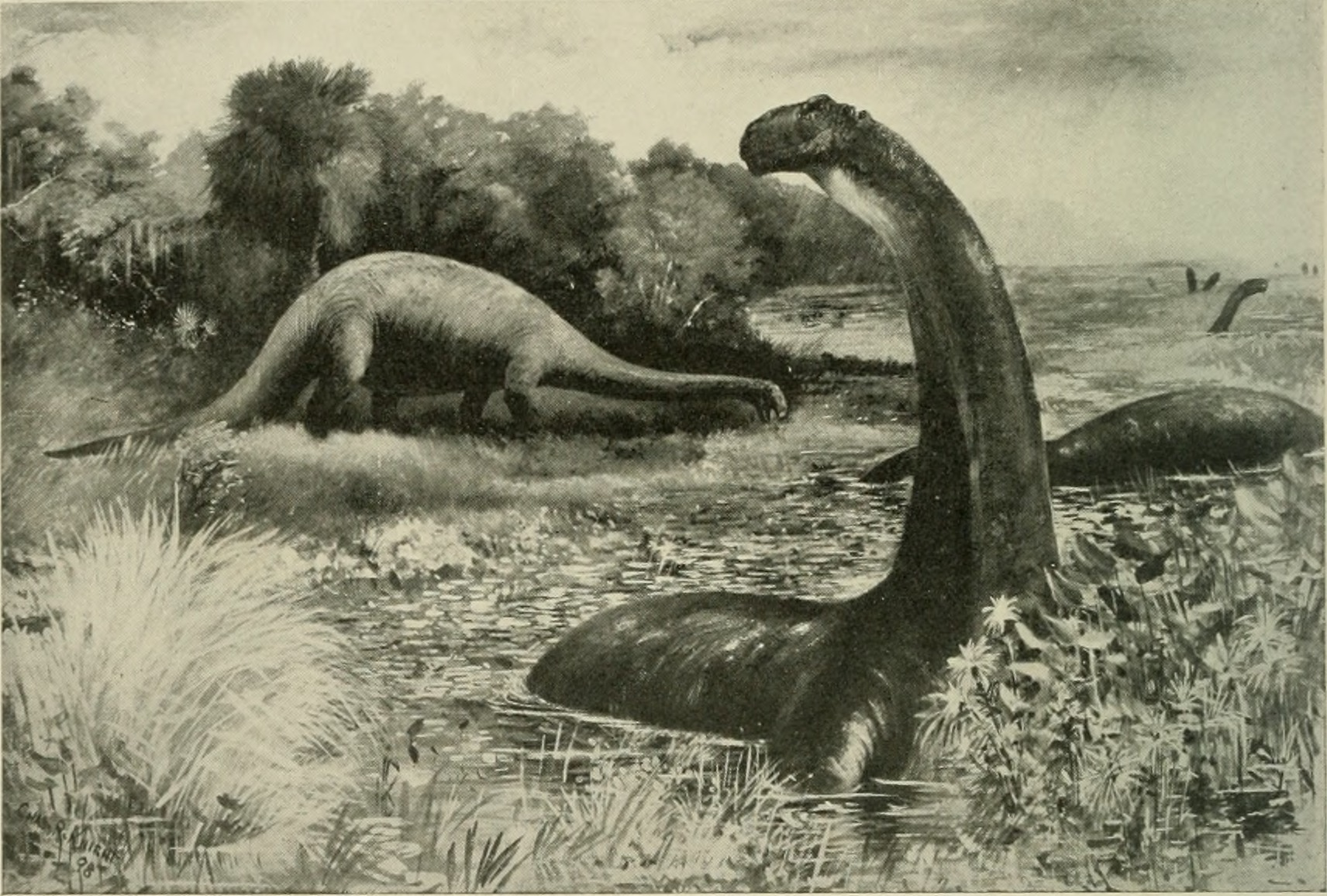
Gemälde Brontosaurus von Charles R. Knight, 1897

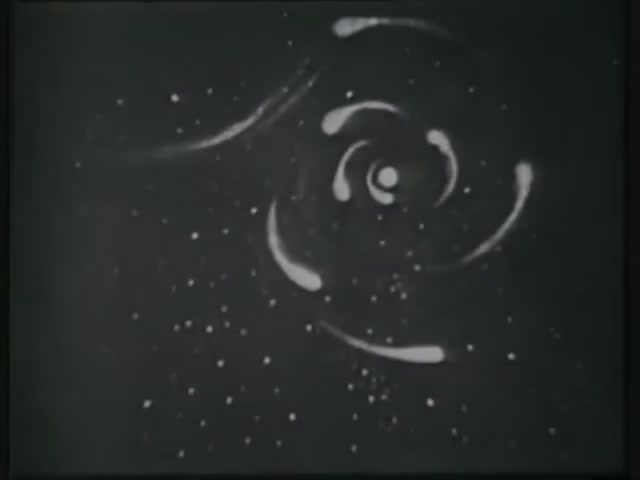
Die Entstehung der Planeten

Nach dem Vorspann folgen Erläuterungen zur Erdgeschichte, illustriert mit Aufnahmen eines reißenden Flusses und dem Ergebnis seiner Arbeit über Jahrmillionen, dem Grand Canyon. Die Schicht um Schicht gebildeten Sedimente mit ihren Zeugnissen des früheren Lebens, reale Fossile wie Trilobiten, Ammoniten und Knochen von Dinosauriern, leiten über zu den ersten Tricksequenzen. Die Wände des Canyons werden in abwechselnd hellen und dunklen Schichten dargestellt und daneben wird zunächst das Gemälde Brontosaurus von Charles R. Knight und dann eine auf seinem Gemälde Agathaumas basierende Skulptur eingeblendet.
Die nächsten Sequenzen zeigen die Rekonstruktion von Dinosauriern durch Paläontologen. Ein lückenhaftes Skelett eines großen Sauriers wird zunächst an den Fehlstellen mit nachgebildeten Knochen ergänzt. Diese Darstellung wird in Stop-Motion-Technik zu einem vollständigen Dinosauriermodell, indem auf das Knochengerüst eine modellierbare Masse aufgetragen wird. Nach einer Reihe von Höhlenmalereien, offenbar auf Papier nachgemalt und gefilmt, folgen reale Aufnahmen von in den Fels geschlagenen menschlichen Siedlungen, der Pyramide des Kukulcán, der Großen Sphinx von Gizeh, eines römischen Tempels, Stonehenge, einem antiken Aquädukt. Ein Zwischentitel informiert darüber, dass die gezeigten Beispiele das Material darstellen, aus dem Wissenschaftler das Bild vergangener Zeiten rekonstruieren.

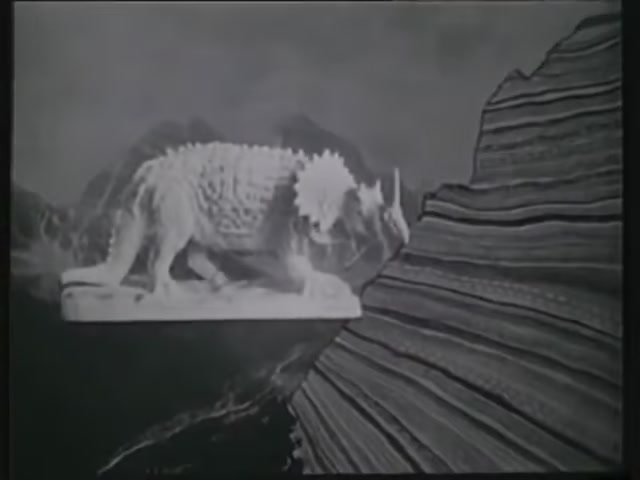
Plastik nach dem Gemälde Agathaumas von Charles R. Knight
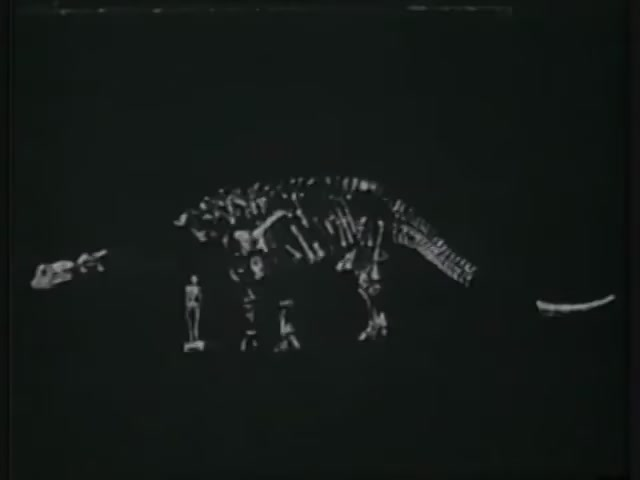
Rekonstruktion eines Brontosaurus, lückenhaftes Skelett
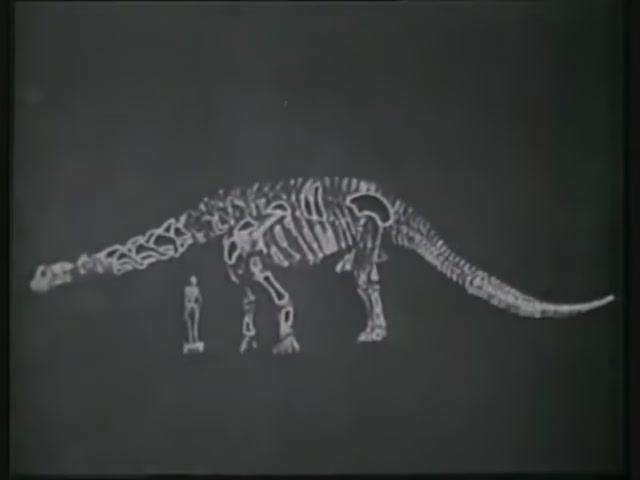
Rekonstruktion eines Brontosaurus, vollständiges Skelett
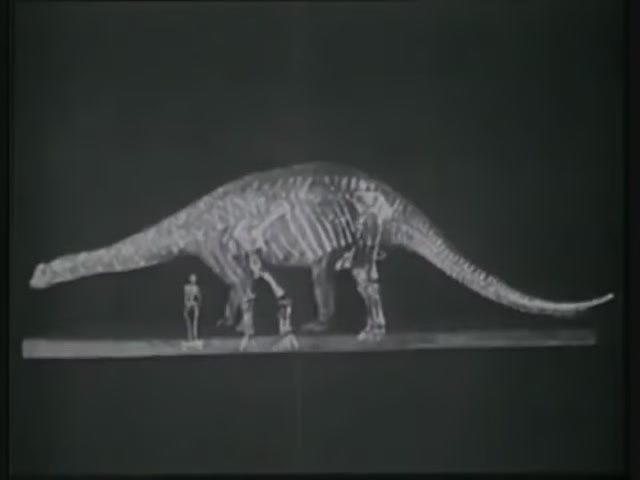
Rekonstruktion eines Brontosaurus, modellierte Gestalt

Der Film springt zurück zum Beginn der Erdgeschichte, als zwei Sterne beinahe kollidieren und sich aus fortgeschleudertem Sternenstaub acht neue Körper bilden – die acht Planeten des Sonnensystems. Die Planeten werden von Meteoriten getroffen, und durch die dabei entstehende Hitze bildet die Materie der Planeten eine brodelnde Masse, dargestellt durch Aufnahmen vulkanischer Lava. Auf der so entstandenen Erde bilden sich die Kontinente als feste Massen. Aufsteigender Dampf führt zur Entstehung von Wolken, die auf den heißen Boden abregnen. Der entstehende Dampf bildet neue Wolken und es setzt ein Jahrtausende anhaltender Kreislauf ein, bis das Wasser die Oberhand gewinnt und auf der abgekühlten Oberfläche der Erde die Ozeane entstehen.
Niemand weiß genau, wie das Leben auf der Erde begann. Es wird aber angenommen, dass es in ruhigen, warmen Wassertümpeln durch chemische Prozesse entstanden ist. zunächst bildete sich eine formlose Masse, im Film durch mikroskopische Aufnahmen von einem amöbenähnlichen Einzeller dargestellt. Dieses einzellige Lebewesen vermehrt sich durch Teilung. Bald bilden sich komplexere Formen des Lebens heraus. Sie verfügen bereits in diesem frühen Stadium über einen Selbsterhaltungstrieb oder Furcht, eine Eigenschaft, die sie an alle ihre Nachkommen vererben. Es folgen Aufnahmen von Süßwasserpolypen und Trompetentierchen, wirbellosen Tieren des Meeres wie Seegurken, Seeigel und Tintenfische.
Schließlich bringt die Evolution die ersten Wirbeltiere hervor. Der Film zeigt wiederum Meerestiere, verschiedene Riffbarsche, Schleimfische und Seepferdchen. Das Zusammenwirken von Jäger und Gejagtem wird durch verschiedene Tierarten bei der Jagd dargestellt, darunter ein Tintenfisch der eine Languste erbeutet. Mit der Aufnahme eines Schlangenkopffischs, eines Lungenfischs und eines Olms in Aquarien wird der Gedanke illustriert, dass Fische, die flache Gewässer bewohnt haben, als erste ihre Flossen zu Gliedmaßen umgebildet haben. Es folgen Aufnahmen eines Schwanzlurches und von Bäumen, die ebenfalls aus den Pflanzen des Wassers hervorgegangen sind.
Während einige Tiere sich einem Leben in Höhlen anpassen und ihre Augen sich zurückentwickeln, das wird durch Bilder einer Tropfsteinhöhle und eines Grottenolms illustriert, leben andere auf dem Land und entwickeln Schuppen wie Chamäleons und mehrere Arten von rezenten Eidechsen. Auf diese Darstellung folgen Bilder mehrerer Dinosaurier, bei denen es sich um nicht animierte lebensgroße Plastiken handelt. Schließlich werden Sequenzen mit animierten Dinosauriern gezeigt, teilweise friedlich Gras fressend, aber auch Kampfszenen wie der Auseinandersetzung zweier Triceratops oder der Angriff eines Tyrannosaurus auf einen Triceratops.
Eine Reihe von Realaufnahmen zeigt die Entwicklung der Vögel, die nicht nur den Luftraum erobert haben, sondern teilweise am oder auf dem Wasser leben und eine Vielzahl unterschiedlicher Lebensweisen herausgebildet haben. Wesentlich breiteren Raum nimmt die Entwicklung der Säugetiere ein, wobei der Film Füchse, Braunbären und Ameisenbären zeigt, den Tapir als Bindeglied zwischen Elefanten und Nashörnern bezeichnet.
Nach dieser Darstellung tropischer Tiere springt der Film in die Eiszeit. Sie überzieht weite Teile der Erde mit einem Eispanzer und löscht Millionen von Tieren aus, zwingt viele zum Ausweichen in wärmere Regionen und andere zur Anpassung an die neuen Verhältnisse. Nach Tausenden von Jahren weicht das Eis zurück und hinterlässt in der verwüsteten Landschaft große Findlinge. Die vom Eis befreiten Landschaften werden rasch wieder besiedelt.
In zahlreichen kurzen Filmsequenzen werden Strategien verschiedener Tiere vorgestellt, mit denen sie als Jäger oder als potentielle Beute versuchen sich zu verbergen: das Wandelnde Blatt und Stabheuschrecken durch ihre Form, andere Tiere durch ihre Farbe oder durch eine Zeichnung, die sie mit dem Hintergrund oder dem Boden scheinbar verschmelzen lässt. Anschließend wird der Mutterinstinkt von Eidechsen, Vögeln und Säugetieren wie Ottern, Waschbären und Wölfen thematisiert. Manche Säugetiere leben in Bäumen, die Faultiere haben deswegen als eine Form der Anpassung ihre Gliedmaßen modifiziert. Über mehrere Arten von Halbaffen, Makaken und Gibbons kommt der Film zum Orang-Utan, zu den Gorillas und schließlich zum Schimpansen.
Mit dem Fund eines Schädels des Java-Menschen, einem vor 500.000 Jahren lebenden Vormenschen, schafft Evolution die Verbindung vom Affen zum Menschen. Weitere Bilder zeigen als letzte Vormenschen den Piltdown-Menschen (100.000 Jahre) und den Neandertaler (80.000 Jahre) in Rekonstruktionen. Der Cro-Magnon-Mensch war vor 35.000 Jahren der erste Mensch im engeren Sinne. Der moderne Mensch wird durch Angehörige verschiedener Kulturen dargestellt, von Naturvölkern bis zu trägern verschiedener Landestrachten aus Lateinamerika, Nordafrika und Asien. Der Film endet mit einem Blick in die Straßenschluchten einer modernen Großstadt.

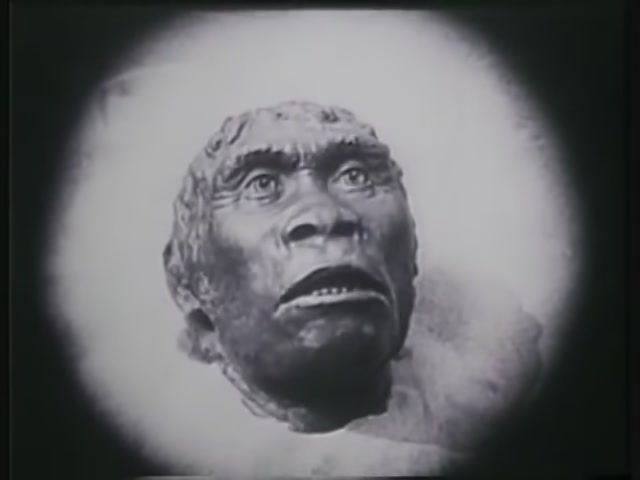
Java-Mensch
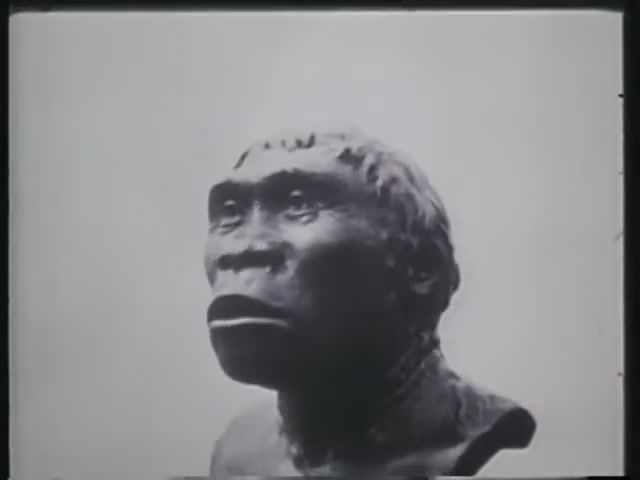
Piltdown-Mensch
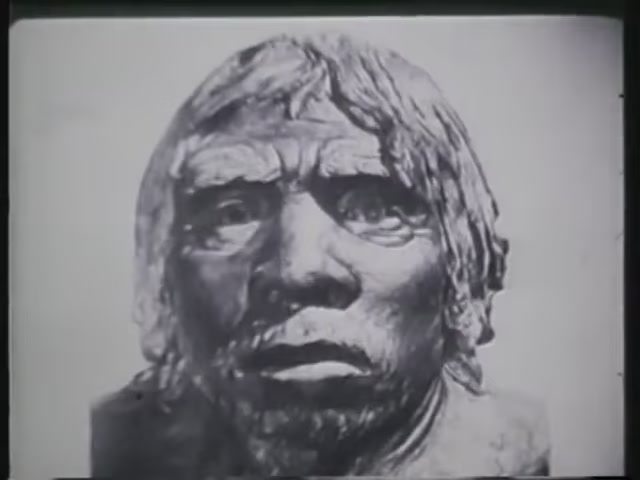
Neandertaler
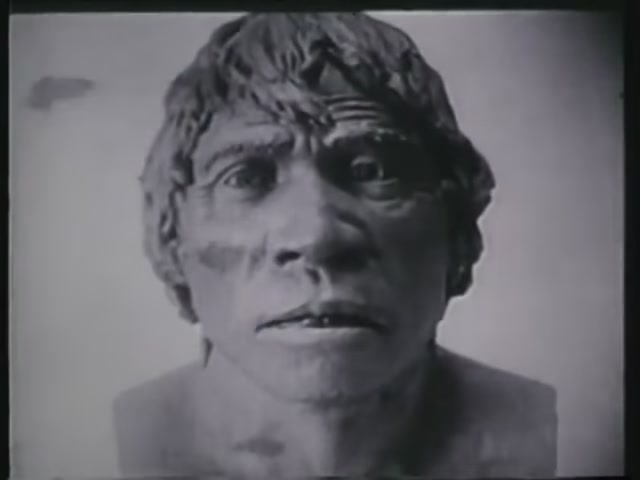
Cro-Magnon-Mensch

## Produktionsnotizen

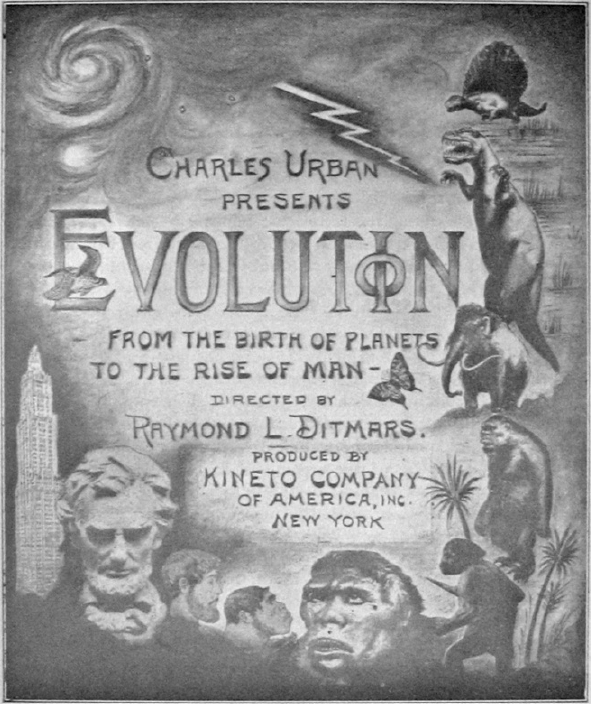
Werbung für Evolution. From the Birth of the Planets to the Age of Man, 1923

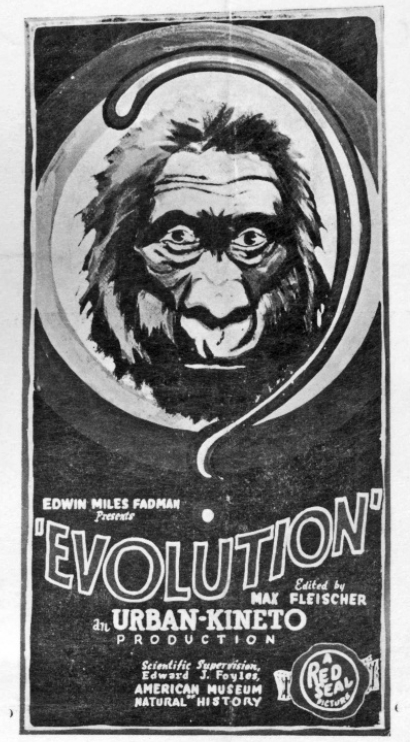
Filmplakat für Evolution

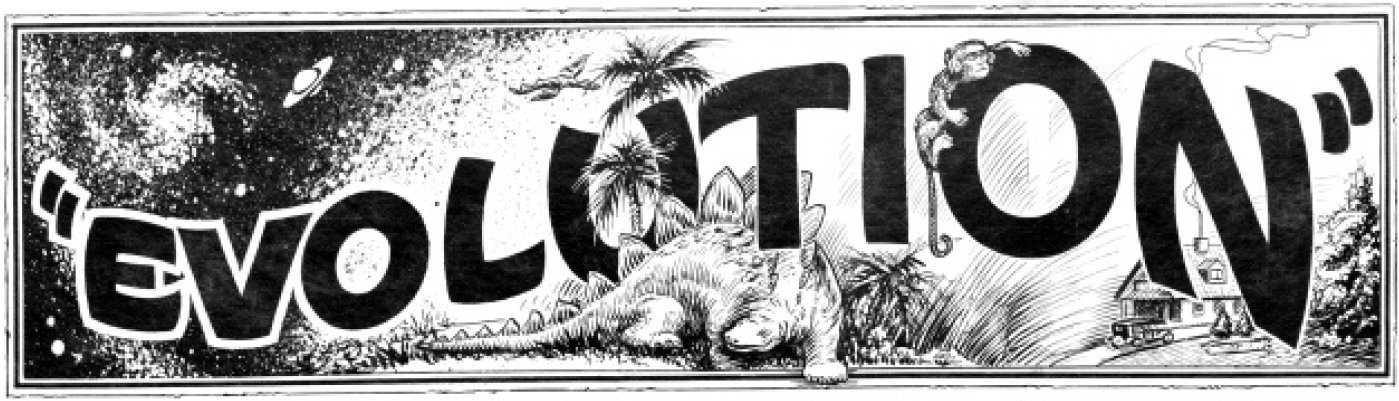
Filmplakat für Evolution

Als die Vereinigten Staaten 1917 in den Ersten Weltkrieg, eintraten waren auch Dave und Max Fleischer davon betroffen. Dave trat in die United States Army ein und arbeitete wegen seiner einschlägigen Berufserfahrung bei Pathé als Filmeditor. Max produzierte Unterrichtsfilme für verschiedene Regierungsbehörden, bei denen es sich um Zusammenschnitte von Animationen und Realfilmen handelte. So fertigte er in Fort Sill, Oklahoma die ersten Unterrichtsfilme der Army über das Kartenlesen (Contour Map Reading und How to Read an Army Map, 1918), die Bedienung verschiedener Waffensysteme (The Submarine Mine Layer, 1917, How to Operate a Stokes Mortar und How to Fire the Lewis Machine Gun, 1918) und das korrekte Anschirren von Artilleriepferden. Angeregt durch diese im Krieg hergestellten Ausbildungsfilme wollte Fleischer auch nach der Gründung der Inkwell Studios Unterrichtsfilme produzieren. Damit wollte er Kontakte knüpfen und sein Unternehmen bekannt machen, um den wirtschaftliche Erfolg zu fördern, und an seine frühere Arbeit bei dem populärwissenschaftlichen Magazin Popular Science anknüpfen. Ein weiterer Aspekt war, dass Fleischer seiner Arbeit durch die Vermittlung von Wissen einen inneren Sinn geben wollte. Seine Pläne, die Filme in Schulen vorführen zu lassen, konnte er nicht verwirklichen.
Als erster Unterrichtsfilm der Inkwell Studios erschien im Februar 1923 The Einstein Theory of Relativity. Dabei handelte es sich um einen zwanzigminütigen Zusammenschnitt von Material aus dem im Vorjahr erschienenen zweistündigen deutschen Wissenschaftsfilm Die Grundlagen der Einsteinschen Relativitätstheorie. Dieser Film und Evolution waren Mischungen von Realfilm- und Trickszenen, wie sie Fleischer bereits bei seiner Arbeit für die J. R. Bray Studios kennengelernt hatte. Die Produktion von fremdfinanzierten Ausbildungs- und Werbefilmen wurde später ein wichtiges Standbein der Fleischers. Beispiele sind Finding His Voice (1929, für Western Electric), A Jolt for General Germ (1930, für Lysol) und My Merry Oldsmobile (1931, für die Marke Oldsmobile).
Die Entstehungsgeschichte von Evolution ist außerordentlich komplex und wird regelmäßig, auch von den Fleischer Studios, unzutreffend dargestellt. Das oft genannte Veröffentlichungsjahr 1923 bezieht sich auf den von Charles Urban und seiner Kineto Company of America produzierten verschollenen Film Evolution. From the Birth of the Planets to the Age of Man. Hier führte den Angaben auf den Filmplakaten folgend der New Yorker Herpetologe und Filmregisseur Raymond L. Ditmars Regie. Nach dem Bankrott der Kineto Company im Jahr 1924 nahmen Max und Dave Fleischer den Film als Grundlage von Evolution.
Der Film enthält außer dem Material Urbans neun teils gekürzte Stop-Motion-Sequenzen mit der Darstellung von Dinosauriern, die aus den 17 Sequenzen des 1918 entstandenen frühen Dinosaurierfilms The Ghost of Slumber Mountain entnommen wurden. Im Bild werden Rekonstruktionen von Dinosauriern des Künstlers Charles R. Knight gezeigt, darunter die Gemälde des Apatosaurus (von Knight und Stephen Jay Gould als Brontosaurus bezeichnet) und des Agathaumas. Darüber hinaus dienten die von Josef Pallenberg 1909 für den Tierpark Hagenbeck in Hamburg geschaffenen lebensgroßen Saurier-Skulpturen als Vorlage.
Evolution entstand ausweislich eines Zwischentitels im Vorspann unter der wissenschaftlichen Aufsicht von Edward J. Foyles, einem Mitarbeiter der Abteilung für Geologie und Paläontologie der Wirbellosen des American Museum of Natural History. Auch die Werbematerialien für den Film und einige Veröffentlichungen legen nahe, dass der Film in Kooperation mit dem AMNH entstanden ist. Tatsächlich gab es keine offizielle Unterstützung, die über die Erlaubnis zur Abbildung von Museumsstücken wie dem Schädel eines Java-Menschen hinausging.
Es lässt sich nicht mehr aufklären, ob der 1925 unter enormer öffentlicher Aufmerksamkeit geführte Scopes-Prozess für Max Fleischer der Anlass war, die Evolution im Film darzustellen. Auf jeden Fall trug der Prozess zum Erfolg des Films bei. Die Premiere fand im Kaufmann Theater des American Museum of Natural History statt. Der damals neunjährige Richard Fleischer besuchte die Veranstaltung mit seinen Eltern Max und Ethel. Er erinnerte sich Jahrzehnte später, dass hunderte Besucher keinen Einlass mehr fanden (das Kino hat heute 270 Plätze) und im Tumult Schaukästen des Museums umgeworfen und zerstört wurden. Vorführungen an anderen Orten waren gleichfalls stark besucht, und oft kam es dabei zu Streitgesprächen und Schlägereien erbitterter Anhänger und Gegner der Evolutionstheorie.
Der Vertrieb erfolgte durch die Red Seal Pictures, eine von den Brüdern Fleischer und Geschäftspartnern gegründete Verleihfirma, die eine geringe Zahl von Kinos betrieb und viele Filme ausschließlich in den eigenen Häusern vorführen ließ. Die Red Seal Pictures konnten sich nur für ein Jahr behaupten. Evolution erschien in den 1990er Jahren auf VHS und 2006 auf DVD.

## Kritik
Die Inkwell Studios bewarben Evolution als „gleichermaßen poetisches wie informatives“ Werk, das die grundlegenden Geheimnisse der Welt beschreibe mit dem Weltall, der Erläuterung von Darwins Evolutionstheorie und einer Darstellung der Menschheitsgeschichte. Wie auf die frühzeitlichen Höhlenmalereien könne der Zuschauer auf den Film der Fleischer-Brüder zurückschauen, die hier ihre eigenen Höhlenmalereien erschaffen hätten.
Bezogen auf die Darstellung der Dinosaurier bleibt Evolution sehr deutlich hinter modernen Arbeiten wie der 2014 produzierten US-amerikanischen Dokumentationsreihe Unser Kosmos: Die Reise geht weiter (Originaltitel: Cosmos: A Spacetime Odyssey) zurück. Es wurde jedoch die Auffassung vertreten, dass der Film in seinem Kern, mit einfachen Mitteln die Entwicklung des Lebens von Anbeginn darzustellen, gelungen sei. Darwin selbst hätte der Film wahrscheinlich gefallen.
Der US-amerikanische Filmhistoriker Mark F. Berry bezeichnete Evolution als eine ambitionierte aber unvermeidlich oberflächliche Dokumentation, die in 40 Minuten versuche, das Leben auf seinem ganzen Weg bis zum Entstehen des Universums zurückzuverfolgen. Bemerkenswert sei die enthusiastische Darstellung des Piltdown-Menschen. Berry spottet über die The Walking Ape-Man of Java, mit dem die Darstellung der Höhlenmenschen endet und der im Film als das älteste bekannte menschliche Wesen bezeichnet wird, dass es sich bei dieser Bezeichnung um einen großartigen Titel für einen Monsterfilm der 1950er handele.
Berry führt weiter aus, dass der Dokumentarfilm und die ganze Filmbranche 1921 noch in den Kinderschuhen steckten. Doch selbst in diesem Kontext sei Evolution mangelhaft aufgebaut. So sei vor den animierten Dinosaurier-Szenen eine Passage enthalten, die die Präparation von Fossilien und die Rekonstruktionen von Dinosauriern zeige. Viele der zum Zeitpunkt der Herstellung aktuellen wissenschaftlichen Erkenntnisse seien jetzt überaltert und widerlegt. Es werde ein wenig Exploitation betrieben, indem im Stile des National Geographic Nacktszenen eingearbeitet wurden – weibliche Nacktheit, natürlich. Doch ungeachtet all seiner Mängel sei Evolution auch heute sehenswert, jedenfalls eher als der 1956 von Irwin Allen mit der gleichen Intention produzierte „selbstgefällige“ Streifen The Animal World.